# Arthur Acland, 13. Baronet

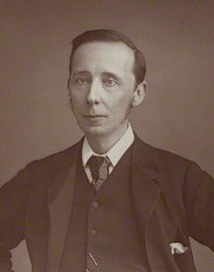
Sir Arthur Dyke Acland, 13. Baronet (1894)

Sir Arthur Herbert Dyke Acland, 13. Baronet, PC (* 13. Oktober 1847 in Holnicote Estate, Porlock, Somerset; † 9. Oktober 1926) war ein britischer Politiker der Liberal Party. Er war von 1885 bis 1899 Mitglied des Unterhauses (House of Commons) sowie als Vice-President of the Committee on Education zwischen 1892 und 1895 Bildungsminister war. In dieser Funktion leitete er Bildungsreformen ein und setzte er die Anhebung des Schulabgangsalters auf elf Jahre durch. Er war zwischen 1906 und 1907 Präsident der Liberal Party. Er verfasste zudem mehrere Fachbücher zu geschichtlichen Themen wie A handbook in outline of the political history of England, das erstmals 1882 erschien.

## Leben
Arthur Herbert Dyke Acland war das jüngste Kind und der zweite Sohn des Politikers Sir Thomas Dyke Acland, 11. Baronet (1809–1898), der von 1837 bis 1847 sowie 1865 bis 1886 Mitglied des Unterhauses war, und dessen Ehefrau Mary Mordaunt (1811–1851), Tochter des Unterhausabgeordneten Sir Charles Mordaunt, 8. Baronet. Sein älterer Bruder Charles Thomas Dyke Acland (1842–1919) war ebenfalls von 1885 bis 1892 Mitglied des Unterhauses und erbte Beim Tod des Vaters 1898 die Titel als 12. und 8. Baronet, of Columb-John. Die einzige Schwester war Agnes Henrietta Acland.
Er absolvierte ein Studium am Christ Church der University of Oxford, welches er mit einem Master of Arts (M.A.) beendete. 1867 nach seiner anwaltlichen Zulassung bei der Anwaltskammer (Inns of Court) von Inner Temple nahm er 1867 eine Tätigkeit als Rechtsanwalt (Barrister) auf. Im Anschluss war er für die University of Oxford tätig und zunächst zwischen 1879 und 1885 Verwalter (Steward) des Christ Church sowie von 1884 bis 1888 Leitender Schatzmeister (Senior Bursar) des Balliol College.
Bei der Wahl vom 24. November wurde er für die Liberal Party erstmals zum Mitglied des Unterhauses (House of Commons) gewählt und vertrat in diesem nach seinen Wiederwahlen 1886, 1892 und 1895 bis zu seinem Mandatsverzicht am 23. Februar 1899 den Wahlkreis Rotherham. Am 15. August 1892 wurde er im vierten Kabinett Gladstone als Vice-President of the Committee on Education Bildungsminister und bekleidete dieses Amt vom 5. März 1894 bis 21. Juni 1895 auch im darauf folgenden Kabinett Rosebery. In dieser Funktion leitete er Bildungsreformen ein und setzte er die Anhebung des Schulabgangsalters auf elf Jahre durch. Er wurde zudem am 18. August 1892 Mitglied des Privy Council, des Geheimen Kronrates. Als Nachfolger von Augustine Birrell übernahm er 1906 die Funktion als President of the National Liberal Federation und bekleidete diese Funktion als Präsident der Liberalen Partei bis 1907, woraufhin William Angus ihn ablöste. 1904 wurde ihm ein Ehren-Doktor der Rechte (Honorary Doctor of Laws) von University of Leeds sowie 1912 ein weiterer Ehren-Doktor der Rechte von der University of Bristol verliehen.
Am 18. November 1919 erbte er von seinem kinderlos verstorbenen älteren Bruder Charles Thomas Dyke Acland die Titel als 13. und 9. Baronet, of Columb-John in the County of Devon, die 1644 sowie 1678 jeweils in der Baronetage of England verliehen worden waren. Er heiratete am 14. Juni 1873 die spätere Aktivistin der Frauenbewegung und Gründerin der Co-operative Women’s Guild, Alice Acland (1849–1935), Tochter von Reverend Francis Macaulay Cunningham. Aus dieser Ehe gingen zwei Söhne sowie eine Tochter hervor. Der älteste Sohn Francis Dyke Acland (1874–1939) war ebenfalls Unterhausabgeordneter, mehrmals Juniorminister und erbte beim Tod seines Vaters 1926 dessen Adelstitel. Der zweite Sohn Cuthbert Charles Dyke Acland verstarb bereits 1882 als knapp Siebenjähriger. Die einzige Tochter Mabel Alice Acland (1891–1975) war mit Sir Frederick Bovenschen (1884–1977) verheiratet, der unter anderem von 1942 bis 1945 als Permanent Under-Secretary of State for War höchster Beamter im Kriegsministerium war.

## Veröffentlichungen
- A handbook in outline of the political history of England to 1881. Rivingtons, London 1882.
- Working Men Co-Operators. What they have done, and what they are doing. An account of the artisan’s co-operative movement in Great Britain. 1884, Neuauflage Co-operative union limited, Manchester 1932.
- A guide to the choice of books for students & general readers. E. Stanford, London 1891.
- Memoir and letters of the Right Honourable Sir Thomas Dyke Acland. London 1902.
- Report of the Consultative committee upon the school attendance of children below the age of five. H. M. Stationery Office, Wyman and Sons, London 1912.
- A handbook in outline of the political history of England to 1906, chronologically arranged. Longmans, Green & Co., London 1909.
- Report of the Consultative committee on examinations in secondary schools. H. M. Stationery Office, Eyre and Spottiswoode, London 1911.
- Report of the departmental committee on sight tests. H. M. Stationery Office, Eyre and Spottiswoode, London 1912.
- Report of the Consultative committee on practical work in secondary schools. H. M. Stationery Office, Eyre and Spottiswoode, London 1913.
- Wordsworth’s cosmic poetry, reprinted from the Westminster gazette, 28 December 1914. The Doves Press, London 1914.
- The land. The report of the Land enquiry committee. Hodder and Stoughton, London 1913/14.
- Interim report of the Consultative committee on scholarships for higher education. H. M. Stationery Office, Eyre and Spottiswoode, London 1916.

## Hintergrundliteratur
- J. Morley: Recollections. 2 Bände, 1917.
- J. A. Spender: The life of the Right Hon. Sir Henry Campbell-Bannerman. 2 Bände, 1923.
- H. H. Asquith: Memories and reflections, 1852–1927. Herausgeber A. Mackintosh, 2 Bände, 1928.
- B. Webb: Our partnership. Herausgeber B. Drake und M. I. Cole, 1948.
- H. C. G. Matthew: The liberal imperialists: the ideas and politics of a post-Gladstonian élite. 1973.
- G. Sutherland: Policy-making in elementary education, 1870–1895. 1973.
- P. Clarke: Liberals and social democrats. 1978.
- R. T. Stearn: Oxford Military College, 1876–1896. 1996.
- Chambers Biographical Dictionary. Edinburgh 2002, ISBN 0-550-10051-2, S. 8.